# Marshall Royal
Marshall Royal (Sapulpa, 12 mei 1912 – Los Angeles, 9 mei 1995) was een Amerikaanse jazzsaxofonist en -klarinettist van de swing.

## Biografie
Marshall Royal werd bekend door zijn lidmaatschap van de Count Basie Band, waar hij bijna 20 jaar lid van was.
Royal is de oudere broer van trompettist Ernie Royal en leerde eerst viool en gitaar, daarna klarinet en saxofoon. Op 13-jarige leeftijd had hij zijn eerste professionele optreden, op 18-jarige leeftijd werd hij lid van de Les Hite Band, waarvan hij lid was van 1931 tot 1939 en toerde hij gedurende deze tijd met Art Tatum. Van 1940 tot 1942 werkte hij in de band van Lionel Hampton, totdat de Tweede Wereldoorlog zijn carrière onderbrak. Na zijn militaire dienst, spelend in de Navy Band, werkte Royal samen met Eddie Heywood en verhuisde vervolgens naar Los Angeles, waar hij werkte als studiomuzikant. Hij speelde ook o.a. met de jonge Charles Mingus (Baron Mingus and his Octet - The Young Rebel, 1946). In 1950 begeleidde hij zangeres Helen Humes met zijn eigen formatie.
In 1951 verving Royal Buddy DeFranco als klarinettist in het Count Basie Septet, dat Basie had gevormd toen zijn bigband ophield. Toen de Basie Band weer opkwam, werd Royal lead-altsaxofonist en diende hij als muzikaal leider tot 1970. Hij speelde af en toe solo-optredens, zoals in The Midnite Sun Never Stes uit 1959, maar was voornamelijk verantwoordelijk hoofd voor het swingende karakter van de band van de rietafdeling. Toen hij in 1970 de Basie-band verliet, bleef Royal permanent in Los Angeles, waar hij o.a. speelde met de Concord All-Stars, Bill Berrys Big Band, Frank Capp, Paul Quinichette, Nat Pierce, Earl Hines, Ernie Wilkins, Zoot Sims en Duke Ellington.
Royal nam in 1977 een album op als solist met Dave Frishberg, daarna nog een met Warren Vaché jr. in 1978. In de jaren 1970/1980 leidde hij een band met Snooky Young en begeleidde hij Ella Fitzgerald en Gene Harris. In 1989 speelde hij in de bigband van Frank Wess.

## Overlijden
Marshall Royal overleed in mei 1995 op bijna 83-jarige leeftijd.

## Discografie
- 1950: Helen Humes with Marshall Royal and his Orchestra (Savoy Records)
- 1960: Gordon Jenkins Presents (Everest)
- 1978: First Chair (Concord Jazz)
- 1980: Royal Blue (Concord Jazz)